# Districte de Château-Gontier
El Districte de Château-Gontier és un dels tres districtes del departament francès de la Mayenne, a la regió del País del Loira. Té 7 cantons i 71 municipis. El cap del districte és la sotsprefectura de Château-Gontier.

## Cantons
cantó de Bierné - cantó de Château-Gontier-Est - cantó de Château-Gontier-Oest - cantó de Cossé-le-Vivien - cantó de Craon - cantó de Grez-en-Bouère - cantó de Saint-Aignan-sur-Roë